# Лемос, Педро Антонио Фернандес де Кастро
Педро Антонио Фернандес де Кастро Андраде-и-Португаль, 10-й граф Лемос, 7-й маркиз де Сарриа, герцог Таурисано (исп. Pedro Antonio Fernández de Castro Andrade y Portugal; 1632, Мадрид — 6 декабря, 1672, Лима) — испанский аристократ из рода Кастро, занимавший пост вице-короля Перу с 21 ноября 1667 года до своей смерти 6 декабря 1672.

## Происхождение
Родился в 1632 году в Мадриде. Сын Франсиско Фернандеса де Кастро, 9-го графа де Лемоса (1613—1662), и Антонии Тельес-Хирон и Энрикес де Рибера.
В декабре 1662 года после смерти своего отца Педро Антонио Фернандес де Кастро Андраде и Португал унаследовал титулы 10-го графа де Лемоса, 7-го маркиза де Сарриа, 8-го графа де Андраде. Также носил титулы 9-го графа де Вильяльба и 3-го герцога де Тауризано.

## Прибытие в Перу
Фернандес де Кастро с ранних лет служил в армии и занимал высокие посты при дворе испанского короля. В 1666 году испанский король Карлос II назначил его на должность вице-короля Перу. Граф и графиня Лемос (титул имеет название по городу Монфорте-де-Лемос) прибыли в Кальяо 9 ноября 1667 года, в колонии им был оказан великолепный приём. В должность Фернандес де Кастро вступил 21 ноября 1667 года.

## Мятеж
В 1665 году богатые землевладельцы, братья Хосе и Гаспар Сальседо из в провинции Пуно подняли восстание против колониального правительства. Незадолго до этого братья обнаружили богатейшие залежи серебра в Лайкакоте, к этому моменту братья, вероятно, были самыми богатыми людьми в Испанской Америке. Братья Сальседо были уроженцами Андалусии и имели обширные родственные связи в Перу, поэтому они имели большое влияние среди переселенцев из Андалусии и Кастилии, также их поддерживали креолы и коренное население Перу. Переселенцы же из Каталонии, Галисии и Страны Басков создали фракцию по противодействию братьям Сальседо. Королевская Аудиенция пыталась подчинить себе вышедшего из-под контроля Хосе Сальседо, он был обвинён в мятеже и на его усмирение были отправлены войска. Но королевские силы были разбиты сторонниками Сальседо и с ним было подписано вынужденное мирное соглашение, закрепившее его власть в Пуно.

Когда Фернандес де Кастро прибыл в колонию, он увидел, что восстание и неподчинение достигло таких размеров, что стало угрожать всей полноте власти испанской короны в регионе. Новый вице-король решил, что он лично должен установить порядок в колонии, и отправился 7 июня 1668 года в местечко Паукарколья, оплот мятежников, для подавления восстания. Вскоре восстание было жестоко подавлено, а суд, последовавший за этим, приговорил Хосе Сальседо и 41 его сторонника к смерти. Гаспар Сальседо был заключён под стражу и провёл в тюрьме шесть лет, также он был оштрафован на сумму 12000 франков. Вице-король приказал переселить около 10000 человек из города, который вырос вокруг серебряных шахт братьев, в ближайший город Пуно, который он сделал столицей региона. Оставленный город он приказал сжечь. 

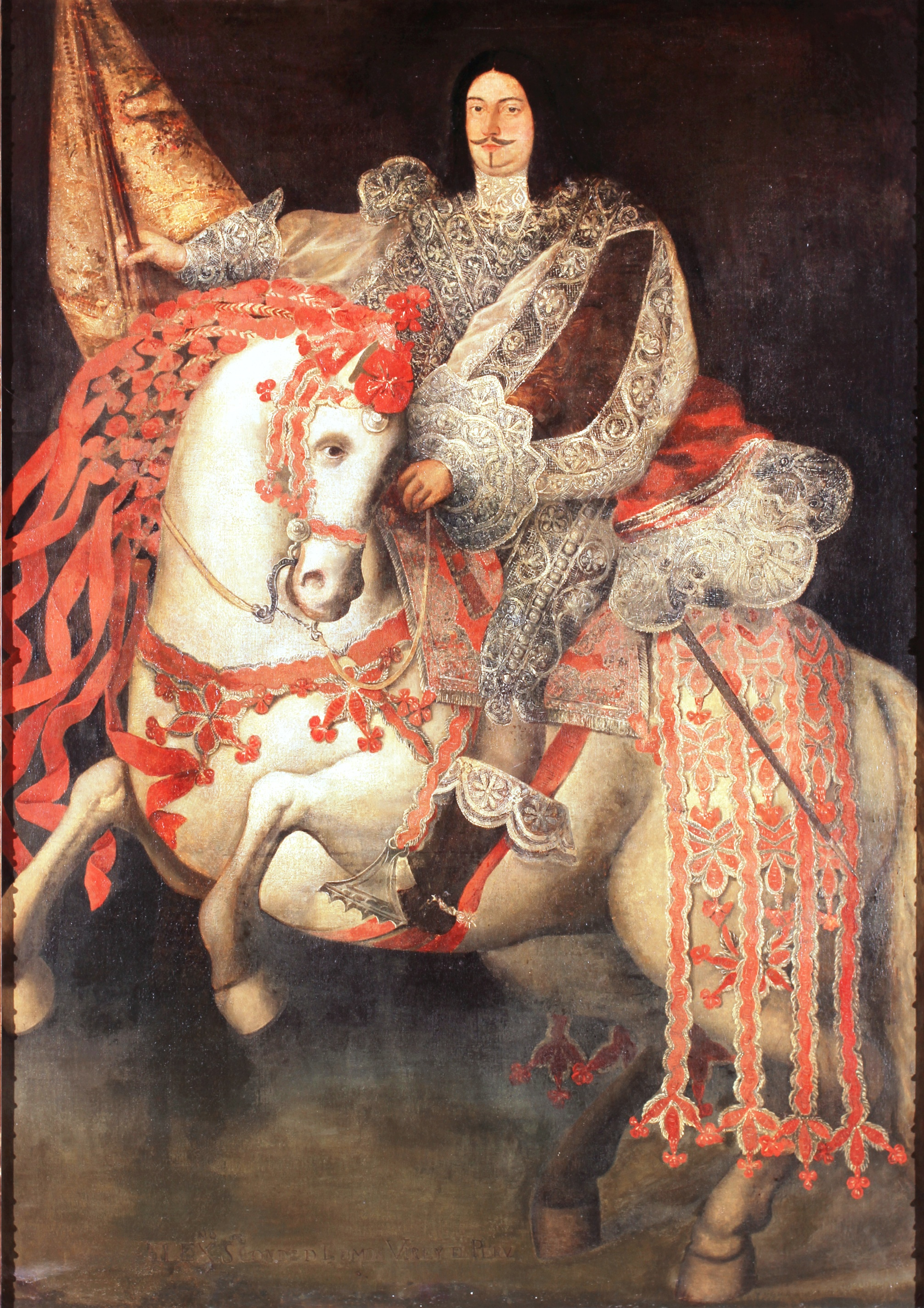
Портрет Педро Антонио Фернандеса де Кастро на коне.

Впоследствии в материковой Испании была подана апелляция на действия вице-короля, Гаспар Сальседо был освобождён, а штрафы семье Сальседо были возвращены. Сыну Хосе Сальседо, королём Филиппом V в 1703 году был дарован титул маркиза Вильярика.
После подавления восстания Фернандес де Кастро посетил также Чукуито и Куско, в Лиму он возвратился только 12 ноября 1668 года.
Во время отсутствия вице-короля в столице колонией руководила его жена Анна Франсиска де Борха и Дориа, она возглавляла правительство как «губернадора» (исп. gobernadora). Анна Франсиска не была номинальным главой, а имела всю полноту власти в соответствии с королевским декретом, её власть была признана аудиенцией, а она сама принимала важнейшие решения в делах управления колонией и принимала самостоятельно все решения. Она была первой женщиной в испанской Америке, которая фактически занимала должность вице-короля.

## Возвращение в Лиму
В начале 1670 года в Лиму пришли новости о том, что знаменитый английский капер Генри Морган занял Чагрес, а также захватил и разграбил Панаму. Фернандес де Кастро послал экспедицию из 18 судов с трехтысячным войском, но они прибыли в Панаму слишком поздно. Позднее вице-король приказал всем городам на тихоокеанском побережье повысить боевую готовность и принять меры к отражению возможной атаки Моргана.

## Вера
Фернандес де Кастро был очень набожным человеком и сторонником ордена иезуитов. Во время строительства церкви Лос Десампарадос в Лиме он ежедневно принимал в нём участие и переносил стройматериалы как простой чернорабочий. Также он часто принимал участие в мессе, в качестве помощника и чтеца помогая отцу Кастильо. Церковь Лос Десампарадос была построена и открылась 30 января 1672 года, открытие сопровождалось большими торжествами, в которых принимал участие вице-король.
Вице-король и его жена были большими почитателями Розы Лимской и ходатайствовали в Испании и Ватикане с просьбами о её канонизации. 12 февраля 1668 года, в правление Фернандеса де Кастро, Роза Лимская была беатифицирована. Официально празднование этого события было проведено 15 апреля того же года в Базилике Святого Петра. Вице-король и его жена послали скульптуру Розы Лимской, работы Мельчиорре Кафа, в дар Ватикану. После её беатификации гроб Розы Лимской был заменён с деревянного на серебряный. По просьбе Марианны Австрийской, матери будущего короля Карлоса II и в то время регента испанского престола, Роза Лимская была объявлена покровительницей испанской короны в Америке и Филиппинах. 12 апреля 1671 года Роза Лимская была причислена к лику святых папой Климентом X. Роза Лимская стала первой католической святой Америки.
Скончался на своём посту в Лиме после скоротечной болезни 6 декабря 1672 года.